# Александра Дмитриевна Друцкая
Алекса́ндра Дми́триевна Дру́цкая (ок. 1380—1426, Глиняны) — княжна из рода Друцких. Мать королевы польской, четвёртой жены Ягайлы Софьи Гольшанской.
Происхождение спорно. Известно, что Александра была дочерью Дмитрия Друцкого. Однако среди исследователей нет единого мнения по поводу того, кем был Дмитрий. Вероятнее всего, это князь Дмитрий Васильевич Друцкий (ум. 1384), женатый на княжне рязанской Анастасии, либо его двоюродный брат Дмитрий Семёнович Друцкий; однако  в польской историографии доминирует версия, что это Дмитрий Ольгердович.
Жена Андрея Гольшанского примерно с 1401 или 1404 года. В браке родила трёх дочерей:
- Василиса (?—1448). Муж: Иван Владимирович Бельский; второй муж: князь Михаил Семенович (после 1446)[7];
- Софья (около 1405—1461). Муж: Ягайло, король польский[7];
- Мария (?—после 1456). Муж: Ильяш Мушати (с 1425), господарь молдавский[7].